# Pere Jou
Pere Jou i Francisco (Barcelona, 3 de noviembre de 1891 - Sitges, 19 de abril de 1964), fue un escultor muy vinculado a la ciudad de Sitges.

## Biografía

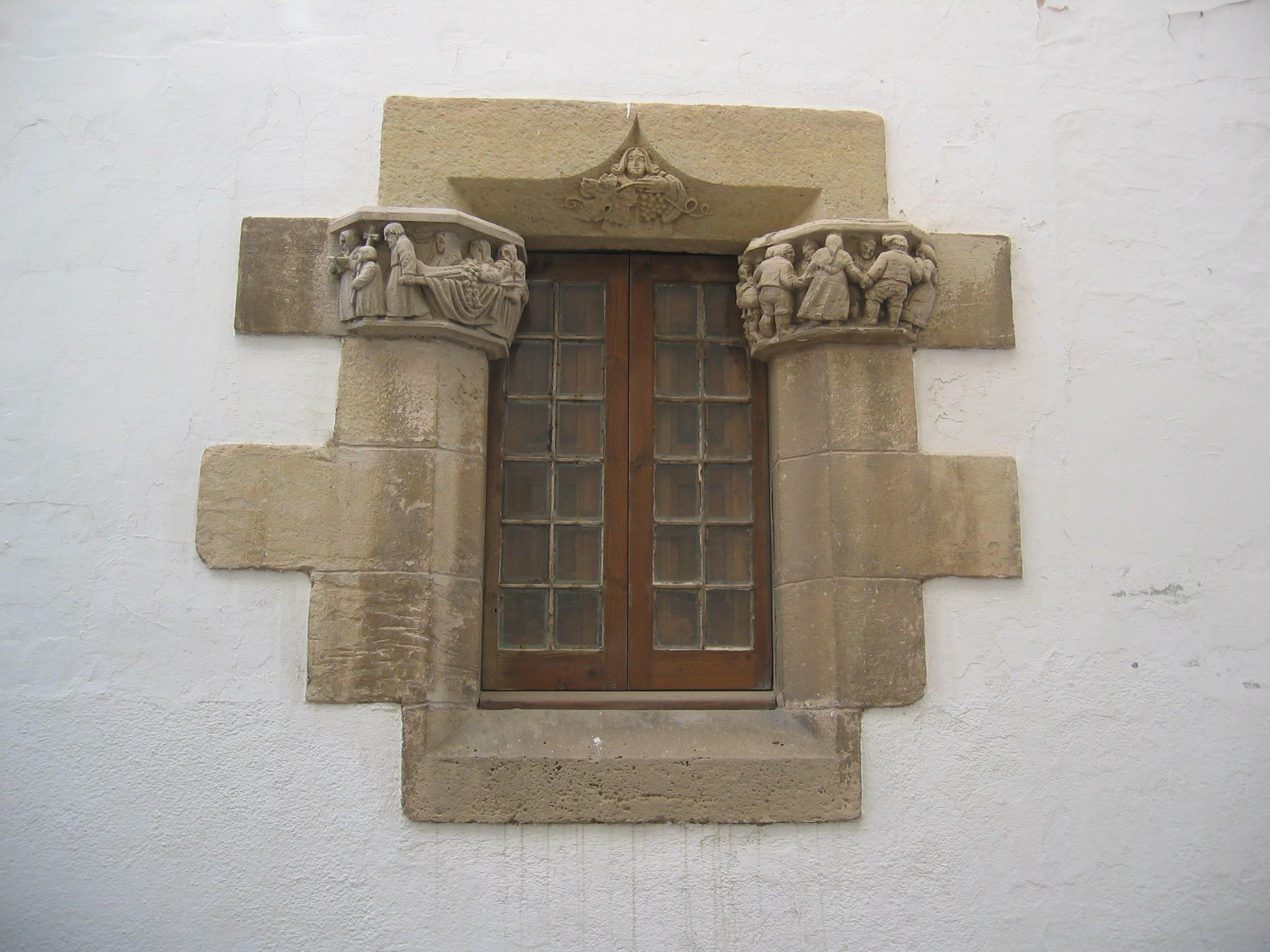
Capiteles realizados por Pere Jou en el Palacio Maricel de Sitges.

De muy joven ya mostró su vocación de escultor, que compaginó con el trabajo de carpintero ebanista. A doce años se matriculó en el Ateneo Obrero de Gracia, donde su maestro Pablo Gargallo reconoció su valía y le ofreció la posibilidad de ayudarle en la decoración del Hospital de San Pablo. Jou amplió su formación en la escuela de la Lonja (1908-1913) con Venancio Vallmitjana.
A los veinte y cinco años conoció al pintor Miquel Utrillo, que buscaba un escultor para el Palacio Maricel que el millonario americano Charles Deering estaba construyendo en Sitges. Hasta el año 1920, Jou esculpió una cincuentena de capiteles, y otras obras menores, para puertas y ventanas, con imágenes sacadas de fábulas famosas (de La Fontaine, Iriarte y Samaniego), o personajes y acontecimientos contemporáneos, o de carácter alegórico; muchos de los rostros de estas figuras son de compañeros de trabajo en la construcción del Maricel o de ciudadanos de la villa. Terminada esta obra, recibió el encargo de hacer dos frisos para la fachada del Casino Prado, que ilustró con escenas de fiestas del pueblo y de la entidad. Cuarenta años más tarde (1962) comenzaría a prolongarlas por toda la fachada, tarea que interrumpió su muerte.

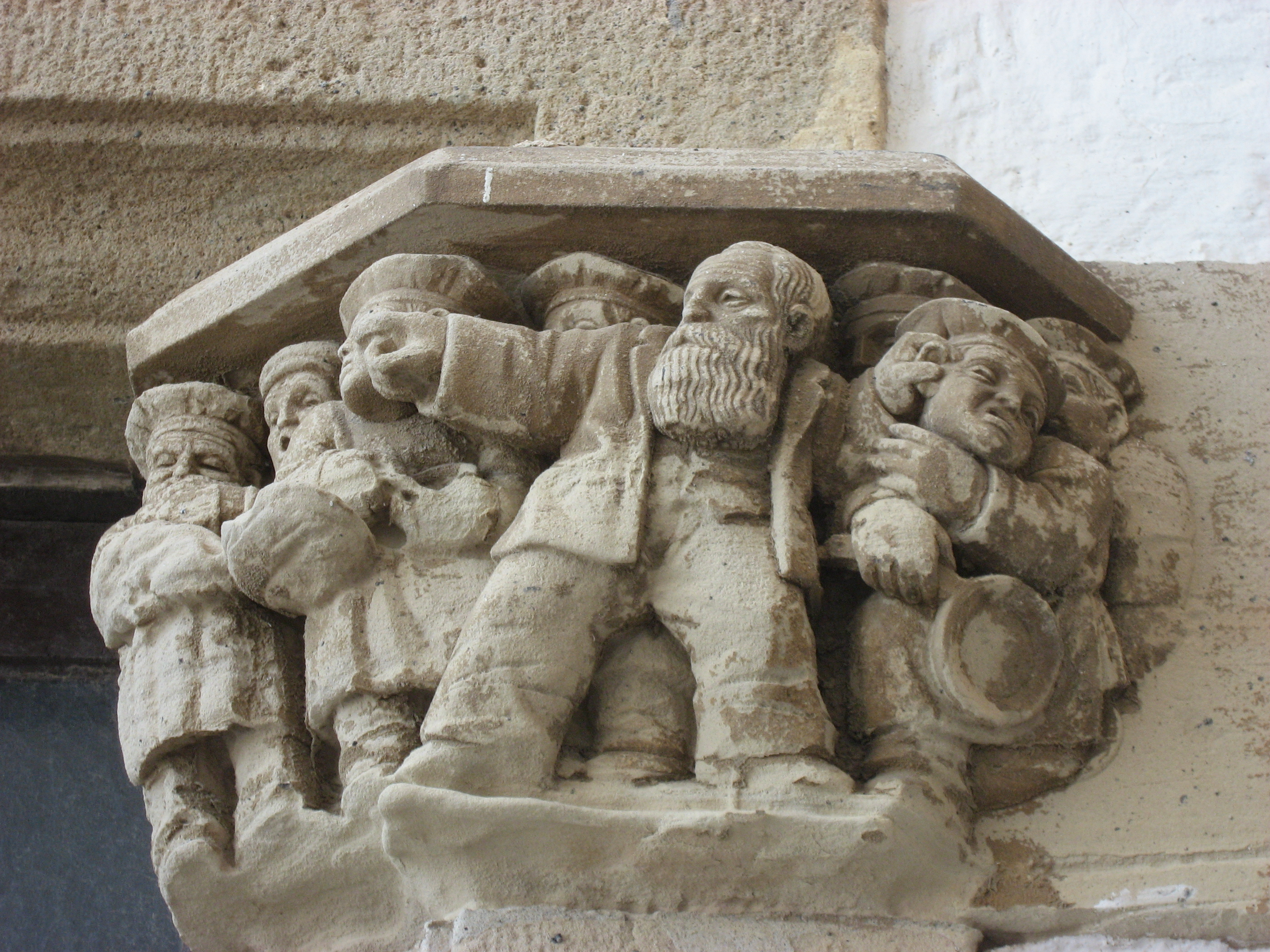
Detalle de un capitel de Pere Jou i Francisco en el Palacio Maricel.

En los años 1920, Pere Jou tuvo una gran actividad artística: la casa de campo "La Fontana" en Collsacabra (1920), escudo de la casa de Correos de Barcelona (1923), ornamentación del Pabellón de la Ciudad en la Exposición Universal de Barcelona de 1929, panteón del indiano Jaume Brassó (1923) en el cementerio de Sitges. Fue colaborador habitual en la revista sitgetana L'Amic de les Arts (1926, treinta y un números). Participó en numerosas exposiciones colectivas, hasta que en 1931 realizó su primera exposición individual, en las Galeries Laietanes de Barcelona, con una quincena de obras y varios dibujos. En el año 1933 realizó su obra más lograda de aquellos años, la decoración escultórica del Grupo Escolar Collasso i Gil, en Barcelona.
En la posguerra se dedica especialmente a la imaginería religiosa, restaurando altares dañados en el conflicto bélico. Reconstruyó la imagen de la Virgen del Vinyet (1939), hizo el Santo Cristo de la parroquia (1942) y los tabernáculos de la Virgen de los Dolores (1940) y el de la Piedad (1946), conocido también por Madre de Dios de los Marineros.
En 1941 se incorporó al claustro de profesores de la Escuela Massana y en 1942 hizo la segunda exposición individual, en las galerías Syra. Nueve años más tarde, obtuvo el primer premio en la Exposición de Bellas Artes de Otoño, en Barcelona, con la obra Simón pescador, que se conserva en el Museo Nacional de Arte de Cataluña. Comisionado por el mecenas Jaume Espona i Brunet, restauró el retablo de Santa Maria la Blanca, en San Juan de las Abadesas, y para la misma población ripollesa también realizó la talla del Buen Ladrón, para el conocido Descendimiento de San Juan de las Abadesas. Obras suyas son también un San Francisco de Asís de 1960 en el Zoo de Barcelona, y las dos columnas de alabastro que flanquean el trono de la Virgen de Montserrat.

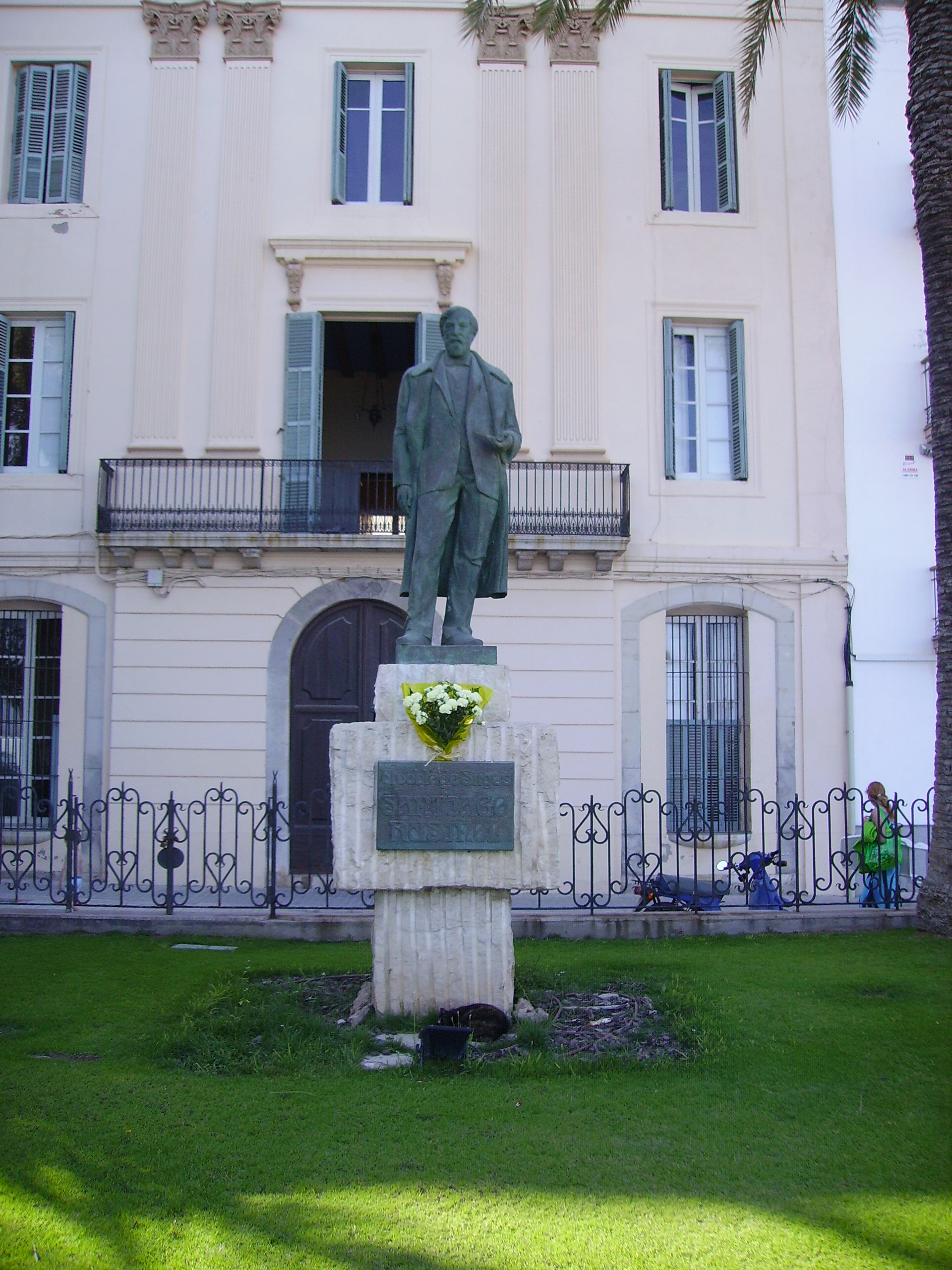
Estatua de Santiago Rusiñol en Sitges, según proyecto de Pere Jou.

## Análisis
Pere Jou se encuadró en la escuela escultórica mediterránea, y trabajó especialmente la piedra, la madera y el barro -éste para la elaboración de bronces-. Su obra en bronce suelen ser figuras femeninas desnudas, de rasgos macizos y redondeados. Los trabajos en madera representan formas femeninas como personajes del santoral. Sus esculturas se pueden admirar, además de las fachadas del Palacio Maricel y del Casino Prado de Sitges, en el MNAC de Barcelona, el Museo de Arte Moderno de Madrid, el Museo de Montserrat y en la Biblioteca Santiago Rusiñol de Sitges.

## Reconocimientos
Al morir, a los setenta y dos años de edad, el ayuntamiento de Sitges dedicó una calle al artista. Una suscripción popular permitió fundir en bronce en 1965 una sirena que el artista había modelado en los cincuenta, en la actualidad está expuesta en el Paseo de la Ribera, de Sitges. En la actualidad, la familia Jou otorga anualmente el «Premio de escultura Pere Jou».

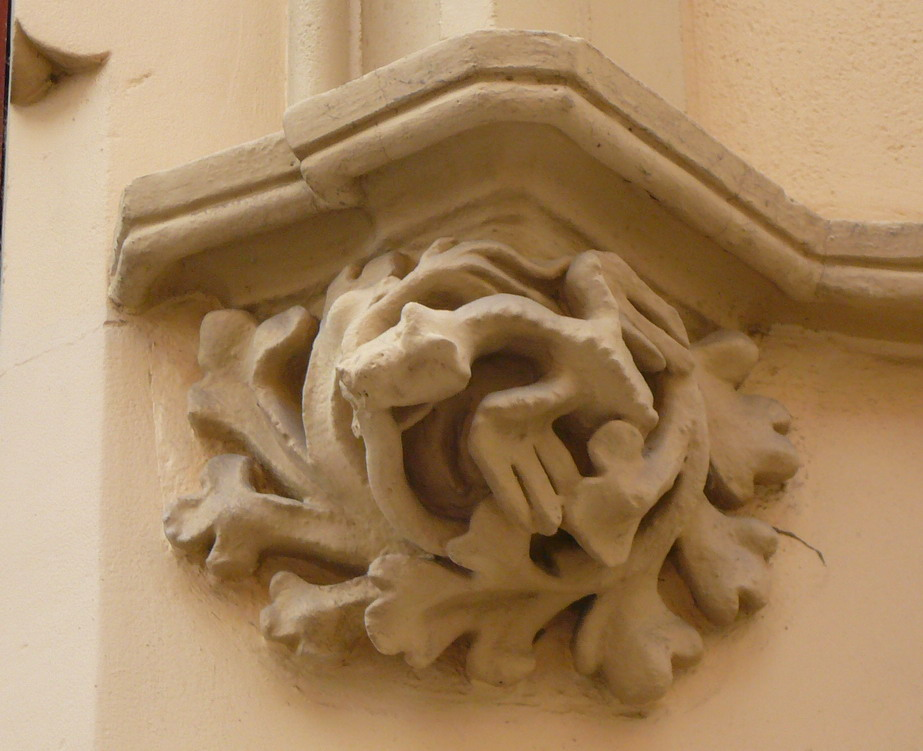
Detalle de la fachada principal de la Casa Bonaventura Blay.
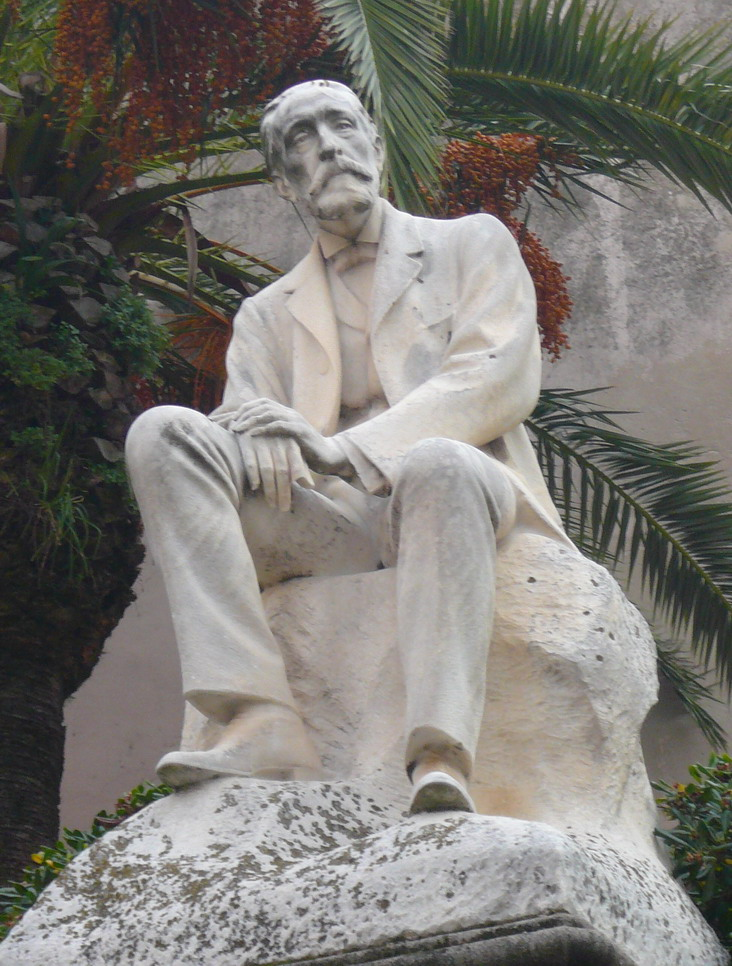
Monumento al Dr. Bartolomeu Robert en Sitges.
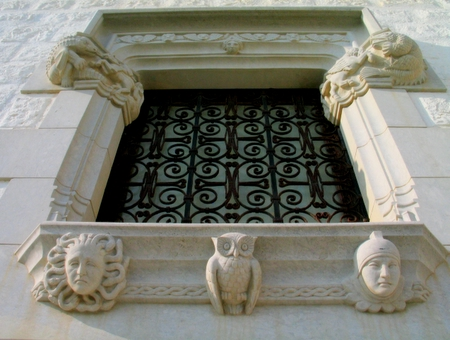
Ventana del Palacio Maricel en Sitges.